# 메르제부르크 변경

메르제부르크 변경(독일어: Mark Merseburg)은 신성로마제국의 변경 중 하나다. 폴라브 슬라브족의 땅에 설치되었으며 변경백 공관은 잘레강변의 메르제부르크에 있었다.
965년 엘베강과 잘레강 이동의 광대한 변경을 다스리던 게로 변경백이 죽자 오토 1세가 기존의 게로 변경을 셋으로 나누어 설치되었다. 나머지 둘은 마이센 변경과 차이츠 변경이다. 메르제부르크는 919년경 하인리히 1세 때부터 요새와 왕궁정이 세워진 요지였으며 게로 변경의 수도였다.
귄터 폰 메르제부르크 변경백이 메르제부르크의 처음이자 마지막 변경백이다. 귄터가 하인리히 2세 폰 바이에른 공작에 대한 반역에 연루되어 976년 개역당하고 메르제부르크 변경은 마이센 변경백 티트마어 1세에게 주어졌다. 이후 귄터는 오토 2세에게 탄원하여 자기 변경을 되찾았지만 얼마 되지 못해 982년 스틸로 전투에서 죽었다.
이후 리크다크 폰 마이센 변경백이 차이츠 변경백과 메르제부르크 변경백을 겸하게 되어 옛날 게로 변경의 강역이 일시적으로 재현되었다.